# Dío Astacio
Dioris Anselmo Astacio Pacheco (Sabana de la Mar, 18 de enero de 1970), más conocido como Dío Astacio, es un pastor evangélico, comunicador y abogado dominicano, autor de libros y conferencias de motivación. Desde el 24 de abril de 2024 se desempeña como el Alcalde del municipio de Santo Domingo Este, para el período 2024-2028. Anteriormente se desempeñaba simultáneamente como el director de la Oficina de Enlace del Poder Ejecutivo con la Comunidad Cristiana y como director del Consejo de Gestión Presidencial, designado mediante decreto 356-20, artículo 11, emitido por el presidente de la República Dominicana, Luis Abinader.

## Biografía
Está casado con la señora Evelyn García con quien ha procreado tres hijas. Es hijo de la señora Concepción Pacheco Vda. Astacio (una maestra y directora de escuelas en El Valle y Santo Domingo Este que se desempeñó en el magisterio durante 38 años) y el señor Ángel Darío Astacio Berroa, un profesor que se destacó como promotor del Movimiento cooperativo y de las juntas de vecinos, fundador de la cooperativa para maestros Luz y Vida.
Estudió Licenciatura en Derecho penal en la Universidad Eugenio María de Hostos, Teología, comunicación y Oratoria. Realizó Maestría en Gerencia de Marketing, Maestría de Administración de Negocios MBA en la Universidad UQAM de Canadá y la Universidad Apec y Maestría de Liderazgo para la Gestión Pública y Estrategias de Campañas Políticas en Barna Business School y un curso en la Universidad de Georgetown. Durante los años 2000 y 2001 fue catedrático en el área de Postgrados y Maestrías de marketing de la Universidad Apec en República Dominicana, retirándose de la labor educativa universitaria debido al fallecimiento de un hermano menor.
Su vida profesional está muy ligada al área religiosa, empresarial y política. Es fundador de dos congregaciones cristianas, una de ellas pertenecientes a la Alianza Cristiana y Misionera. Inició como vendedor de seguros de vida en la década de los 90, escalando a través de los años a posiciones de gerencia, dirección de negocios y vicepresidencia ejecutiva en compañías de seguros, la banca comercial y las telecomunicaciones. En el año 2001 se dedicó a desarrollar un trabajo de promoción discográfica bajo el sello "Maná Music Group" con la finalidad de impulsar jóvenes en el ámbito musical cristiano, entre los que se citan: The Christian Brothers, el primer dúo musical Tercer Cielo integrado por Juan Carlos Rodríguez y Marcos Yaroide, Jennifer Lluberes, entre otros.
En el 2008 puso a circular su primer libro titulado Éxito Integral, diez leyes escondidas con el que también desarrolló a nivel nacional la Jornada Nacional de Liderazgo de Éxito Integral para estudiantes de bachillerato de escuelas públicas y la campaña "El valor está en ti" en conjunto con la Armada Dominicana. En total ha escrito siete libros en idioma inglés y en español, y diez audios relacionados con familias, desarrollo personal y liderazgo.
En el ámbito de la comunicación ha sido locutor y productor de programas de radio. En el año 2004 formó parte de la emisora cristiana Radio Renuevo con el programa Buenas Noticias y a partir del 2012 ingresa al Grupo Aire que dirige el intérprete de Merengue Jossie Esteban líder de la agrupación Jossie Esteban y la Patrulla 15 con los programas El show del amor, Dío a las 10, Bumper a Bumper y Puro Gozo en la emisora Pura Vida. Acompañado del humorista dominicano Felipe Polanco "Boruga" produjo durante dos años (2012-2014) el evento "El Show del amor". También ha sido colaborador en temas de desarrollo personal y de parejas en el programa radial El mismo golpe que conduce el presentador y humorista Jochy Santos.

## Incursión en la política
En el año 2015 anuncia sus aspiraciones como Diputado del municipio Santo Domingo Este por el Partido Quisqueyano Demócrata Cristiano (PQDC), sin embargo, termina postulándose como candidato a Alcalde por el mismo municipio para las elecciones generales de mayo de 2016, con el apoyo de líderes cristianos como el Pastor Ezequiel Molina Rosario. En esta contienda electoral resultó elegido el candidato del Partido de la Liberación Dominicana Alfredo Martínez, alías "El Cañero", quedando Astacio en tercer lugar con el 11% de los votos computados en su primera aparición en la política. En diciembre del 2016 dio por concluida su alianza con el PQDC.
El 9 de octubre del 2018 pasa a formar parte del Partido Revolucionario Moderno (PRM). Para las Primarias del 6 de octubre de 2019 compitió como precandidato a Alcalde de Santo Domingo Este, en representación de la facción conocida como H20 liderada por el expresidente Hipólito Mejía. En esta contienda preelectoral también participaron la empresaria Katy Báez (también de la facción de Mejía) y el cantautor Manuel Jiménez representante de la corriente del empresario y precandidato a la presidencia por el mismo partido Luis Abinader, resultando ganador Manuel Jiménez, quedando Astacio en segundo lugar.
Es por segunda vez candidato a alcalde del municipio de Santo Domingo Este para las elecciones municipales del 18 de febrero de 2024.

## Huelga de hambre
Dío Astacio (PQDC), Manuel Jiménez (Frente Amplio), José Vásquez (Alianza País) Rafael Rossó Merán (PUN) y Claudio Caamaño Vélez (Aspirante a Diputado por Alianza País) manifestaban inconformidad con los resultados de los comicios de mayo del 2016 en el nivel municipal y en el congresual. Después de presentar varios reclamos y agotar las vías legales correspondientes, la Junta Central Electoral y el Tribunal Superior Electoral negaron la solicitud de anulación de los comicios que presentaron los candidatos, por lo que el viernes 26 de mayo del 2016 se declararon en huelga de hambre asegurando que hubo serias irregularidades durante el proceso.
Manuel Jiménez y José Vásquez ingresaron a la Iglesia católica Paz y Bien del municipio. A estos se les unió posteriormente el dirigente Juan Hubieres que era aspirante a Senador por la provincia Santo Domingo por el PRM. Entre los días 2 y 3 de junio de ese año fueron sacados del recinto debido a que presentaron problemas de salud.
En la iglesia evangélica Somos Adoradores se encontraban recluidos los huelguistas Dío Astacio, Rafael Rossó Merán y Claudio Caamaño Vélez, quienes permanecieron durante 11 días, hasta que el 6 de junio levantaron la huelga ante el pedido insistente de diferentes personalidades de la política, las iglesias, medios de comunicación, así como del propio Colegio Médico Dominicano de parte de Christopher Tusent

## Reconocimientos
- Premio Águila (2014), mejor programa de radio Drive Time PM Bumper a Bumper, Expolit Miami, USA.[21]

- El Galardón al cristiano de mayor influencia (2015). Sexta entrega Premios El Galardón, 27 de enero de 2016, Asociación Dominicana de Comunicadores Cristianos (ADOCOC) y Academia Cristiana de Cronistas de Arte (ACCRA).[22]

## Composiciones musicales
- Cristiano de la Secreta, Santo Domingo, año 1996, álbum Cristiano de la Secreta, Christian Brother (2001). Canción principal de la película Cristiano de la Secreta, Panamericana Films, 2009.[23]
- Feliz Cumpleaños, Santo Domingo, año 2000, álbum Entre Flores, Jennifer Lluberes (2003).
- Devuélveme la unción, Santo Domingo, año 2002, álbum Entre Flores, Jennifer Lluberes (2002).
- La iglesia del futuro, Santo Domingo, año 1997, álbum Cristiano de la Secreta, Christian Brother (2001).
- Me sacó del lodo, Santo Domingo, año 2001, álbum Cristiano de la Secreta, Christian Brother (2001).
- Muéstrame uno, Santo Domingo, año 2001, álbum Cristiano de la Secreta, Christian Brother (2001).
- La fuente, Santo Domingo, año 1996, álbum Nuevos comienzos, Jessy Lizardo (2018).

## Obras
- Éxito Integral diez leyes escondidas, Santo Domingo, año 2008, ISBN: 978-1-937094-24-9
- Las 7 cicatrices del líder, Santo Domingo, año 2011, ISBN: 978-9945-8773-0-4
- Las 7 armaduras de un vencedor de gigantes, Santo Domingo, año 2013, ISBN: 978-1-937094-40-9
- The 7 armors of a Giant Slayer, Editorial Renuevo, Fresno, CA, USA, año 2013. ISBN: 1937094413
- La batalla contra mi propio yo, Astacio, Dío; Tercer Cielo, año 2014, ISBN: 9781937094409
- The battle Against myself, Dío Astacio, Tercer Cielo, Editorial Renuevo, Fresno, CA,USA, año 2014, ISBN: 978-1-942991-37-3
- Coaching de Ventas, año 2015, ISBN: 978-1-942991-24-3
- Sales coaching, Editorial Renuevo, Fresno, CA, USA, año 2016, ISBN: 978-1-942991-25-0
- Líder de Negocios exitoso, año 2018, ISBN: 9781641420259
- Successful Business Leader, Editorial Renuevo, Fresno, CA, USA, año 2018, ISBN: 9781641420266